# Poblado Cinco de Mayo Dos
Poblado Cinco de Mayo Dos är en ort i Mexiko.   Den ligger i kommunen Minatitlán och delstaten Veracruz, i den sydöstra delen av landet, 500 km öster om huvudstaden Mexico City. Poblado Cinco de Mayo Dos ligger 23 meter över havet och antalet invånare är 213.
Terrängen runt Poblado Cinco de Mayo Dos är mycket platt. Runt Poblado Cinco de Mayo Dos är det ganska glesbefolkat, med 29 invånare per kvadratkilometer. Närmaste större samhälle är Minatitlán, 11,7 km norr om Poblado Cinco de Mayo Dos. Omgivningarna runt Poblado Cinco de Mayo Dos är en mosaik av jordbruksmark och naturlig växtlighet.